# Swertia graciliflora
Swertia graciliflora är en gentianaväxtart som beskrevs av Nikolai Fedorovich Gontscharow. Swertia graciliflora ingår i släktet Swertia och familjen gentianaväxter. Inga underarter finns listade i Catalogue of Life.